# Adele Buffington
Adele Buffington (Saint Louis, Missouri, 12 de febrer de 1900 - Los Angeles, Califòrnia, 23 de novembre de 1973) de nom real Adele Burgdorfer, fou una guionista estatunidenca.

## Biografia
Adele Burgdorfer començà a treballar com a caixera en una sala de cinema de St. Louis. Això li donà l'oportunitat de veure moltes pel·lícules i fins i tot d'estudiar els clients que acudien a veure els seus personatges preferits.
La seva carrera va començar oficialment l'any 1919, quan va vendre el seu primer guió, La Petite (1919), a un estudi independent. Thomas H. Ince la va contractar i va escriure per a ell el guió de The Apache, que seria la primera pel·lícula produïda a partir d'un dels seus guions. Va treballar regularment durant el període del cinema mut i era coneguda per la seva productivitat, especialment pels seus westerns, encara que en va signar alguns amb els pseudònims de Jesse Bowers o de Colt Remington. Partidària de les històries originals, escrites específicament per al cinema -i no de la tendència contrària, adaptar històries ja escrites-, va fer el guió de més de cent pel·lícules.
Buffington treballà per a diverses empreses, de vegades per a diverses alhora, entre les quals Fox Film Corporation, FBO (després RKO Radio Pictures) i Gotham Pictures Company. Després de la transició al cinema sonor, la seva producció d'escenaris de western va augmentar encara més. I l'últim guió va ser per al western Bullwhip (1958). A finals de la dècada de 1950, Buffington també va escriure un episodi per a dues sèries de televisió diferents: Adventures of Wild Bill Hickok el 1955 i The Restless Gun el 1959. I després es va retirar.
Fou una de les fundadores de Screen Writers Guild, l'organització de guionistes de Hollywood, constituïda el 1933.

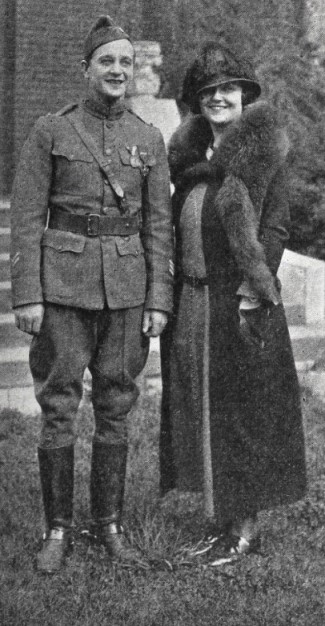
Adele Buffington amb Bill Cody a Love on the Rio Grande (1925)

## Filmografia
- The Apache (1919)
- Empty Hearts (1924)
- The Bloodhound (1925)
- The Fighting Cub (1925)
- Love on the Rio Grande (1925)
- That Man Jack! (1925)
- The Cowboy and the Countess (1926)
- The Galloping Cowboy (1926)
- The Test of Donald Norton (1926)
- Blood Will Tell (1927)
- Broadway After Midnight (1927)
- Eager Lips (1927)
- The Broken Mask (1928)
- The Avenging Rider (1928)
- Bare Knees (1928)
- The Chorus Kid (1928)
- Coney Island (1928)
- Devil Dogs (1928)
- Midnight Life (1928)
- The Phantom City (1928)
- Queen of the Chorus (1928)
- The River Woman (1928)
- Times Square (1929)
- Extravagance (1930)
- Just Like Heaven (1930)
- The Swellhead (1930)
- Aloha (1931)
- Freighters of Destiny (1931)
- Forgotten Women (1931)
- Ghost Valley (1932)
- Haunted Gold (1932)
- A Man's Land (1932)
- Single-Handed Sanders (1932)
- The Iron Master (1933)
- High Speed (1932)
- The Eleventh Commandment (1933)
- West of Singapore (1933)
- Picture Brides (1933)
- Beggar's Holiday (1934)
- When Strangers Meet (1934)
- Cheaters (1934)
- Marrying Widows (1934)
- The Moonstone (1934)
- The Hell Cat (1934)
- Hi, Gaucho! (1935)
- Powdersmoke Range (1935)
- The Keeper of the Bees (1935)
- Lady Tubbs (1935) (sense acreditar)
- The Sheik Steps Out (1937)
- The Duke Comes Back (1937)
- Michael O'Halloran (1937)
- Circus Girl (1937)
- Tenth Avenue Kid (1938)
- Prison Nurse (1938)
- Beauty for the Asking (1939)
- Arizona Bound (1941) (com a Jess Bowers)
- The Gunman from Bodie (1941) (com a Jess Bowers)
- Forbidden Trails (1941) (com a Jess Bowers)
- Below the Border (1942) (com a Jess Bowers)
- Dawn on the Great Divide (1942) (com a Jess Bowers)
- Down Texas Way (1942) (credited as Jess Bowers )
- Ghost Town Law (1942) (credited as Jess Bowers )
- Riders of the West (1942) (com a Jess Bowers)
- West of the Law (1942) (com a Jess Bowers)
- The Ghost Rider (1943) (com a Jess Bowers)
- Outlaws of Stampede Pass (1943) (com a Jess Bowers)
- Six Gun Gospel (1943) (com a Jess Bowers)
- The Stranger from Pecos (1943) (com a Jess Bowers)
- The Texas Kid (1943) (com a Jess Bowers)
- Raiders of the Border (1944) (com a Jess Bowers)
- Bad Men of the Border (1945)
- Flame of the West (1945)
- Frontier Feud (1945) (com a Jess Bowers)
- The Lost Trail (1945) (com a Jess Bowers)
- The Navajo Trail (1945) (com a Jess Bowers)
- Stranger from Santa Fe (1945) (com a Jess Bowers)
- Drifting Along (1946)
- Shadows on the Range (1946) (com a Jess Bowers)
- Wild Beauty (1946)
- Overland Trails (1948) (com a Jess Bowers)
- The Valiant Hombre (1949)
- Crashing Thru (1949)
- Haunted Trails (1949)
- Shadows of the West (1949)
- Streets of San Francisco (1949)
- West of El Dorado (1949)
- Range Land (1949)
- Riders of the Dusk (1949) (com a Jess Bowers)
- Western Renegades (1949)
- Arizona Territory (1950)
- Gunslingers (1950)
- Jiggs and Maggie Out West (1950)
- Six Gun Mesa (1950)
- West of Wyoming (1950)
- Overland Telegraph (1951)
- Born to the Saddle (1952)
- Cow Country (1953)
- Bullwhip (1958)